# Kelly van Zon
Kelly van Zon (n. 15 septembrie 1987, Oosterhout⁠(d), Brabantul de Nord, Țările de Jos) este o jucătoare de tenis de masă ce a reprezentat Regatul Țărilor de Jos. A participat la competiții asociate Jocurilor Olimpice în care a câștigat 3 medalii de aur și o medalie de bronz.